# Thème et Variations (Fauré)
Pour les articles homonymes, voir Introduction, thème et variations.

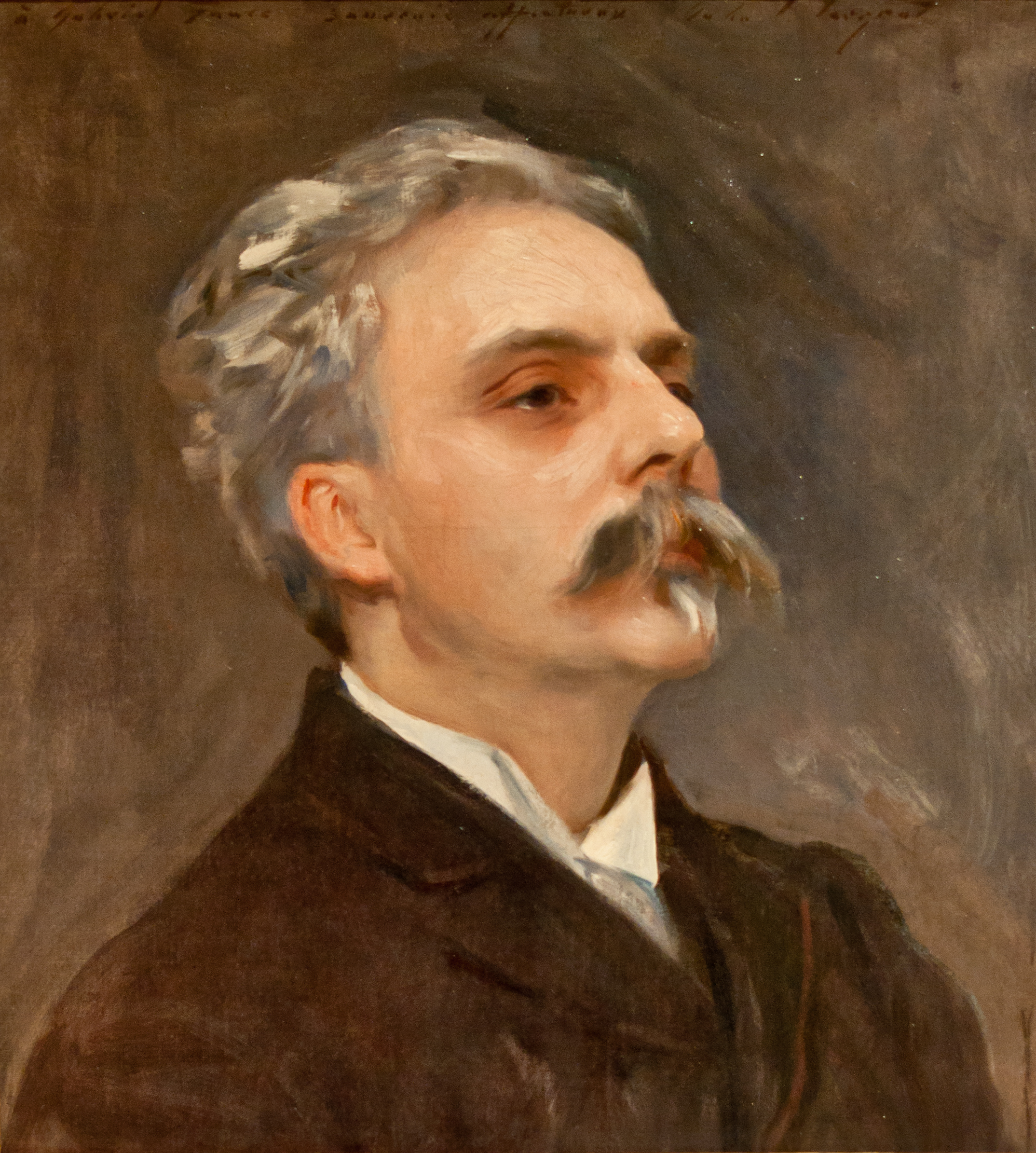
Gabriel Fauré

Thème et variations op. 73 sont un cycle de variations pour piano de Gabriel Fauré composées en 1895 et dédié à Thérèse Roger. Cette pièce a été créée à Londres le 10 décembre 1896 par Léon Delafosse. Une orchestration a été réalisée en 1955 par Inghelbrecht.

## Structure
1. Thème (quasi adagio en ut dièse mineur): Marche funèbre en rythmes pointés:
2. Variation I: Thème exposé à la main gauche
3. Variation II: Accélération du tempo, changement de mesure
4. Variation III: Syncopes et chromatisme
5. Variation IV: Nouvelles figures pianistiques
6. Variation V
7. Variation VI: (Molto adagio)
8. Variation VII: Dialogue dramatique
9. Variation VIII: Interlude paisible
10. Variation IX: Quasi adagio enharmonique
11. Variation X: Scherzo (allegro vivo à 3/8)
12. Variation XI: Épilogue, andante molto moderato, espressivo à quatre voix en ut dièse mineur